# (181136) Losonczrita
(181136) Losonczrita est un astéroïde de la ceinture principale.

## Description
(181136) Losonczrita est un astéroïde de la ceinture principale. Il fut découvert le 25 août 2005 à Piszkesteto par l'observatoire Piszkesteto. Il présente une orbite caractérisée par un demi-grand axe de 3,03 UA, une excentricité de 0,14 et une inclinaison de 10,9° par rapport à l'écliptique.

## Compléments